# Lac Grayling
Pour les articles homonymes, voir Grayling.
Le lac Grayling (en anglais : Grayling Lake) est un lac américain dans le comté de Madera, en Californie. Il est situé à 2 655 mètres d'altitude au sein de la Yosemite Wilderness, dans le parc national de Yosemite.